# Hani Al-Dhabit
Hani Al-Dhabit (in arabo هاني الضابط‎?; Salalah, 15 ottobre 1979) è un ex calciatore omanita, di ruolo attaccante.
È stato anche convocato per un torneo di beach soccer a Dubai.

## Carriera

### Club
Nel 1996 ha esordito con il Dhofar per proseguire la sua carriera calcistica nel Bani Yus Club, nell'Al-Sadd e nell'Al-Jahra per poi ritornare nel Dhofar.

### Nazionale
Ha esordito nel 1998 e nel 2002, nonostante la sua giovane età, ha esordito con l'Oman nella coppa delle Nazioni del Golfo mettendo a segno un goal nella gara contro il Bahrian. Durante quella occasione, mise a segno anche una tripletta ai danni del Kuwait, la squadra di maggior successo nella storia del calcio dell'Asia occidentale. Segnò anche un goal nella gara contro il Qatar e con le sue cinque reti divenne il bomber dell'anno, battendo Raúl, Michael Owen e Luís Figo contando anche i 17 goal segnati con il Dhofar.  Nell'edizione del 2003 diventò il capitano della sua nazionale, ma sarà impiegato pochissime volte dall'allenatore ceco Milan Máčala, ma riuscì comunque a segnare un calcio di rigore nella finale persa contro i padroni di casa del Qatar. Hani ha partecipato alla coppa delle Nazioni del Golfo del 2004 in Qatar, e ha partecipato come telecronista sportivo ad un programma televisivo su Al Jazeera, durante coppa delle Nazioni del Golfo del 2009, commentando la partita della sua nazionale contro l'Arabia Saudita.

## Palmarès

### Individuale
- Miglior marcatore internazionale dell'anno IFFHS: 1

2001